# Solec Kujawski (gemeente)
Solec Kujawski is een stad- en landgemeente in het Poolse woiwodschap Koejavië-Pommeren, in powiat Bydgoski.
Zetel van de gemeente is in de stad Solec Kujawski.
Op 31 maart 2011 telde de gemeente 15.596 inwoners.

## Oppervlakte
In 2002 bedroeg de totale oppervlakte van gemeente Solec Kujawski 175,35 km², waarvan:
- agrarisch gebied: 16%
- bossen: 74%

De gemeente beslaat 12,57% van de totale oppervlakte van de powiat.

## Demografie
Stand op 31 maart 2011:
| Omschrijving                   | Totaal | Totaal | Vrouwen | Vrouwen | Mannen | Mannen |
| ------------------------------ | ------ | ------ | ------- | ------- | ------ | ------ |
| Eenheid                        | aantal | %      | aantal  | %       | aantal | %      |
| inwoners                       | 15 596 | 100    | 8016    | 51,4    | 7580   | 48,6   |
| bevolkingsdichtheid (inw./km²) | 88,9   | 88,9   | 45,7    | 45,7    | 43,2   | 43,2   |

## Administratieve plaatsen (sołectwo)
- Makowiska
- Chrośna
- Otorowo
- Przyłubie

## Aangrenzende gemeenten
- Bydgoszcz
- Nowa Wieś Wielka
- Rojewo
- Wielka Nieszawka
- Zławieś Wielka